# Zambias fodboldlandshold
Zambias fodboldlandshold er det nationale fodboldhold i Zambia. Landsholdet bliver administreret af Zambias fodboldforbund, Football Association of Zambia. Holdet vandt i 2012 Africa Cup of Nations for første gang, efter en finalesejr over Elfenbenskysten.